# Eaucourt-sur-Somme
Eaucourt-sur-Somme es una comuna francesa situada en el departamento de Somme, en la región de Alta Francia.

## Demografía
| 283 | 307 | 365 | 396 | 414 | 376 | 363 |
| Para los censos de 1962 a 1999 la población legal corresponde a la población sin duplicidades (Fuente: INSEE [Consultar]) |     |     |     |     |     |     |